# Lovebox Live Tour
Lovebox Live Tour è il secondo album live della cantante giapponese Beni. L'album contiene un DVD della registrazione del concerto di Beni, tenuto al Zepp Tokyo hall il 4 novembre 2010.

## Tracce
CD
1. Yurayura (ユラユラ)
2. bye bye
3. Koi Kogarete (恋焦がれて)
4. Mou Nido to... (もう二度と…)
5. Sign (サイン)
6. Zutto Futari de (ずっと二人で)
7. Kiss Kiss Kiss
8. Gimme Gimme♥ (ギミギミ♥)
9. ONLY ONE

DVD
1. Lovebox Intro
2. Yurayura (ユラユラ)
3. stardust
4. bye bye
5. Koi Kogarete (恋焦がれて)
6. Mou Nido to... (もう二度と…)
7. a million jewels
8. Hitomi Tojite (瞳とじて)
9. Kimi Ja Nakya (君じゃなきゃ)
10. Sign (サイン)
11. Zutto Futari de (ずっと二人で)
12. MOVE
13. break the rules
14. Anything Goes!!
15. Kiss Kiss Kiss
16. Gimme Gimme♥ (ギミギミ♥)
17. Message
18. KIRA☆KIRA☆